# Canale di Pantelleria
Il Canale di Pantelleria è, assieme al Canale di Sicilia e al Canale di Malta, parte integrante dello Stretto di Sicilia. Esso è ricompreso nel braccio di mare del Mediterraneo Centrale che corre innanzi alle coste tunisine tra Capo Bon (Ras el-Tib, Tunisia) l’isola pantesca e le isole Pelagie (Lampione, Lampedusa e Linosa).